# Dirrhopinae
Dirrhopinae (лат.) — подсемейство стебельчатобрюхих перепончатокрылых семейства браконид.

## Описание
Заднее крыло без второй радиомедиальной жилки, вторая радиомедиальная ячейка заднего крыла развита. Дыхальца первого брюшного тергита расположены на нотуме на чётких бугорках. Число сегментов усиков варьируется от 18 до 23. Дискодиальная ячейка сидячая. Препектальный валик развит. Лоб с чётким среднем килем.

## Экология
Эти осы — эндопаразиты гусениц минирующих чешуекрылых.

## Систематика
В составе подсемейства:
- Dirrhope Förster, 1851